# 吉野せい
吉野 せい（よしの せい、1899年〈明治32年〉4月15日 - 1977年〈昭和52年〉11月4日）は、日本の文筆家。

## 来歴
福島県石城郡小名浜町（現・福島県いわき市）に生まれる。旧姓は若松。少女時代から文学に親しみ、雑誌や新聞に短歌や短編を投稿する。尋常高等小学校高等科を卒業後、独学で小学校准教員検定に合格し、1916年から2年ほど小学校に勤務する。このころ平で牧師をしていた山村暮鳥に出会い、文学の指導などを受ける。また鹿島村（現・いわき市鹿島町）の八代義定の書斎「静観室」に通い多くの書を読む。
1921年（大正10年）3月、詩人の三野混沌（本名：吉野義也）と結婚、原稿や日記をすべて焼いて、好間村（現・いわき市好間町）北好間の菊竹山で開墾生活に入る。
1970年（昭和45年）4月10日、夫の三野が死去する。その後、草野心平の勧めで再び執筆活動を始め、いわき市内の夕刊紙「いわき民報」に2年間、断続的な連載をもつ。1971年（昭和46年）には山村暮鳥夫婦との交友記『暮鳥と混沌』を刊行する。
1974年（昭和49年）に短編集『洟をたらした神』を刊行、同作で翌1975年（昭和50年）に第6回大宅壮一ノンフィクション賞と第15回田村俊子賞を受賞する。
1976年11月からいわき市立総合磐城共立病院に入院していたが、1977年（昭和52年）11月4日に死去する。78歳没。戒名は永光院文錦清照大姉。墓所はいわき市好間の龍雲寺にある。

## 没後
『洟をたらした神』は死去翌年の1978年、監督・神山征二郎、脚本・新藤兼人により東京12チャンネル（現・テレビ東京）でテレビドラマとして放映される予定だったが、原作にない原子力発電所の描写を巡って遺族や地元から抗議を受け、一度は「原子力ではない発電所」に変更することでまとまったが、スポンサーの意向により放映中止となった。その後、製作プロダクションの近代映画協会が完成させ、地元の要望により地域限定で自主上映映画として公開された。映画ではせい役を樫山文枝、義也役を風間杜夫が演じた
1978年（昭和53年）、いわき市は吉野せい賞を創設した。

## 著書
- 『暮鳥と混沌』歴程社、1971年10月、NCID BN07886006
  - 『暮鳥と混沌』彌生書房、1975年8月、全国書誌番号:75008033
- 『洟をたらした神 吉野せい作品集』彌生書房、1974年11月、全国書誌番号:75019318
  - 『洟をたらした神』（普及版）彌生書房、1975年4月、全国書誌番号:75016835
  - 『洟をたらした神』文藝春秋〈文春文庫〉、1984年4月、ISBN 9784167341015[9]
  - 『洟をたらした神』中央公論新社〈中公文庫〉、2012年11月、ISBN 9784122057272[10]
- 『道 吉野せい作品集』彌生書房、1977年4月、全国書誌番号:77032062
- 『吉野せい作品集』彌生書房、1994年8月、ISBN 4-8415-0690-X
- 『吉野せい展図録 生誕百年記念 私は百姓女』いわき市立草野心平記念文学館、1999年10月、全国書誌番号:20010435
- 『土に書いた言葉 吉野せいアンソロジー』山下多恵子編・解説、未知谷、2009年3月、ISBN 9784896422535[11]

## 評伝など
- 新藤謙『土と修羅 三野混沌と吉野せい』 たいまつ社、1979年、全国書誌番号:79018953
- 山下多恵子『裸足の女 吉野せい』 未知谷、2008年、ISBN 978-4-89642-232-0
- 杉山武子『土着と反逆 吉野せいの文学について』 出版企画あさんてさーな、2011年、ISBN 978-4-902212-48-8
- 小沢美智恵『メロスの群れ 評伝吉野せい』 シングルカット、2019年、ISBN 978-4-938737-67-2